# Ruta de Illinois 14
La Ruta de Illinois 14, y abreviada IL 14 (en inglés: Illinois Route 14) es una carretera estatal estadounidense ubicada en el estado de Illinois. La carretera inicia en el oeste desde la US 51     en Du Quoin hacia el este en la SR 66  en la frontera con Indiana. La carretera tiene una longitud de 122,7 km (76.24 mi).

## Mantenimiento
Al igual que las autopistas interestatales, y las rutas federales y el resto de carreteras estatales, la Ruta de Illinois 14 es administrada y mantenida por el Departamento de Transporte de Illinois por sus siglas en inglés IDOT.